# Josef Ulrich (Politiker, 1916)

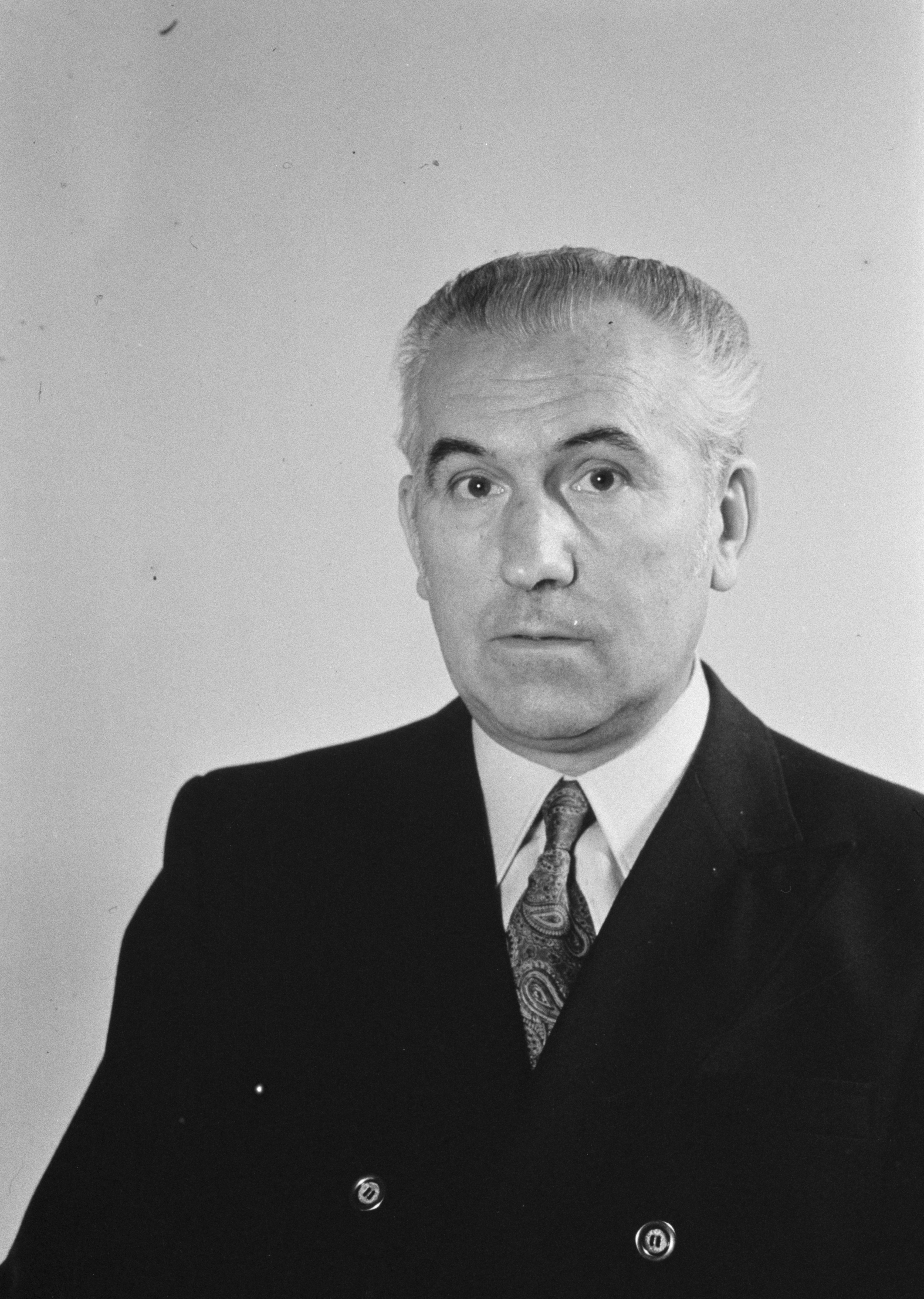
Josef Ulrich (1971)

Josef Ulrich (* 11. Dezember 1916 in Küssnacht am Rigi; † 27. September 2007 in Luzern; heimatberechtigt in Küssnacht) war ein Schweizer Politiker der Christlichdemokratischen Volkspartei (CVP) aus dem Kanton Schwyz. 

## Leben
Josef Ulrich wurde als Sohn des Klemenz Ulrich geboren. 1945 heiratete er Silvia Barmettler. Nach seiner Ausbildung an der Handelsschule im Kollegium Schwyz absolvierte er eine Banklehre und verbrachte einige Zeit in Paris und Mailand.
Von 1944 bis 1960 war Ulrich Landschreiber des Bezirks Küssnacht. Von 1953 bis 1955 gehörte er dem Nationalrat an. Danach war er von 1956 bis 1960 Mitglied des Schwyzer Kantonsrates. Darauffolgend war er von 1960 bis 1980 Mitglied des Schwyzer Regierungsrates sowie von 1966 bis 1968 Schwyzer Landammann. Ulrich war der erste Präsident der 1966 gegründeten Innerschweizer Regierungskonferenz. Bei den Schweizer Parlamentswahlen 1967 wurde er zum Ständerat gewählt und hielt dieses Amt bis 1983 inne, von 1979 bis 1980 war er Ständeratspräsident.
Josef Ulrich reorganisierte mit dem Bau von zwei Berufsschulhäusern das kantonale Berufsbildungswesen und konzipierte mit der Umwandlung des Kollegiums Maria Hilf in eine Kantonsschule sowie mit dem Bau einer Mittelschule mit Lehrerseminar in Pfäffikon die Schwyzer Mittelschulen neu. Er setzte sich für den Tourismus, die Landwirtschaft und die Entwicklung der föderalistischen Staatsstrukturen ein.